# Botești (okręg Suczawa)
Botești – wieś w Rumunii, w okręgu Suczawa, w gminie Horodniceni. W 2011 roku liczyła 433 mieszkańców. 